# 쓰쿠바시
쓰쿠바시(일본어: つくば市, 문화어: 쯔꾸바시)는 일본 이바라키현에 자리한 연구와 교육을 위한 계획 도시이다. 간토평야 동쪽, 쓰쿠바산의 남쪽 기슭에 위치한다. 도쿄의 위성도시로, 2007년 4월 1일에 특례시로 지정되었다.
일본의 국책 사업으로 건설된 계획도시 "쓰쿠바 연구학원도시"로 이루어져 있다. 시 동부에서 남북으로 펼쳐진 "연구학원지구"와 그 주위에 있는 "주변개발지구"로 나눌 수 있고 주변개발지구 안에서도 쓰쿠바 익스프레스의 역을 중심으로 뉴타운이 형성되어 있다. 이외에는 농지, 산림, 취락 등으로 구성된다. 박사 학위 취득자가 약 5,600명으로 인구에 비해 많고 약 300개의 연구기관, 기업과 약 1만 3천 명의 연구자가 있어 세계에서도 유수한 학술, 연구 도시가 되어 있다. 직주 근접을 실현한 도시이지만 쓰쿠바 익스프레스 연선의 개발로 최근에는 도쿄도 구부의 주택 지역으로 기능하는 측면도 있다.

## 지리
도쿄 도심에서 약 45~65km 떨어진 이바라키현 남부에 위치한다. 시 남서부에서 중앙부에 걸쳐 수도권 신도시 철도 쓰쿠바 익스프레스, 조반 자동차도가 통과하고 동서로 수도권 중앙 연락 자동차도(겐오 자동차도)가 개통되어 있다. 또 쓰쿠바 익스프레스에 병행해 정비가 진행되고 있는 신도시 중앙도로도 일부 구간이 개통되어 있다.

### 지형
관광지로 유명한 쓰쿠바산은 시 북부에 위치한다. 쓰쿠바산 주변을 제외하고는 쓰쿠바·도부 대지로 불리는 높이 20~30m의 평탄한 지형이며 간토 롬층으로 덮여 있다.

### 기후
연평균 기온은 13.5°C이고 연평균 강수량은 1235.6mm이다(1971년~2000년 평년값).
| 쓰쿠바시의 기후                                              | 쓰쿠바시의 기후 | 쓰쿠바시의 기후 | 쓰쿠바시의 기후 | 쓰쿠바시의 기후 | 쓰쿠바시의 기후 | 쓰쿠바시의 기후 | 쓰쿠바시의 기후 | 쓰쿠바시의 기후 | 쓰쿠바시의 기후 | 쓰쿠바시의 기후 | 쓰쿠바시의 기후 | 쓰쿠바시의 기후 | 쓰쿠바시의 기후 |
| 월                                                           | 1월             | 2월             | 3월             | 4월             | 5월             | 6월             | 7월             | 8월             | 9월             | 10월            | 11월            | 12월            | 연간            |
| ------------------------------------------------------------ | --------------- | --------------- | --------------- | --------------- | --------------- | --------------- | --------------- | --------------- | --------------- | --------------- | --------------- | --------------- | --------------- |
| 역대 최고 기온 °C (°F)                                       | 22.2 (72.0)     | 24.5 (76.1)     | 26.6 (79.9)     | 28.8 (83.8)     | 34.1 (93.4)     | 36.7 (98.1)     | 37.3 (99.1)     | 37.8 (100.0)    | 36.9 (98.4)     | 32.7 (90.9)     | 25.8 (78.4)     | 24.4 (75.9)     | 37.8 (100.0)    |
| 일평균 최고 기온 °C (°F)                                     | 9.3 (48.7)      | 10.2 (50.4)     | 13.6 (56.5)     | 18.7 (65.7)     | 22.7 (72.9)     | 25.2 (77.4)     | 29.1 (84.4)     | 30.6 (87.1)     | 26.8 (80.2)     | 21.3 (70.3)     | 16.3 (61.3)     | 11.5 (52.7)     | 19.6 (67.3)     |
| 일일 평균 기온 °C (°F)                                       | 3.1 (37.6)      | 4.2 (39.6)      | 7.7 (45.9)      | 12.8 (55.0)     | 17.4 (63.3)     | 20.8 (69.4)     | 24.6 (76.3)     | 25.9 (78.6)     | 22.3 (72.1)     | 16.6 (61.9)     | 10.5 (50.9)     | 5.3 (41.5)      | 14.3 (57.7)     |
| 일평균 최저 기온 °C (°F)                                     | −2.8 (27.0)     | −1.8 (28.8)     | 1.7 (35.1)      | 6.9 (44.4)      | 12.3 (54.1)     | 16.9 (62.4)     | 21.0 (69.8)     | 22.1 (71.8)     | 18.5 (65.3)     | 12.1 (53.8)     | 5.2 (41.4)      | −0.5 (31.1)     | 9.3 (48.7)      |
| 역대 최저 기온 °C (°F)                                       | −14.8 (5.4)     | −17.0 (1.4)     | −11.6 (11.1)    | −6.4 (20.5)     | −2.6 (27.3)     | 5.7 (42.3)      | 9.8 (49.6)      | 12.0 (53.6)     | 5.0 (41.0)      | −1.4 (29.5)     | −7.8 (18.0)     | −11.9 (10.6)    | −17.0 (1.4)     |
| 평균 강수량 mm (인치)                                        | 50.6 (1.99)     | 47.1 (1.85)     | 95.5 (3.76)     | 109.8 (4.32)    | 129.8 (5.11)    | 131.8 (5.19)    | 134.6 (5.30)    | 118.2 (4.65)    | 187.6 (7.39)    | 193.5 (7.62)    | 79.1 (3.11)     | 48.5 (1.91)     | 1,326 (52.20)   |
| 평균 강설량 cm (인치)                                        | 6 (2.4)         | 5 (2.0)         | 1 (0.4)         | 0 (0)           | 0 (0)           | 0 (0)           | 0 (0)           | 0 (0)           | 0 (0)           | 0 (0)           | 0 (0)           | 1 (0.4)         | 13 (5.1)        |
| 평균 강수일수 (≥ 0.5 mm)                                     | 5.1             | 6.0             | 10.5            | 11.3            | 11.5            | 12.7            | 12.1            | 8.5             | 11.7            | 11.8            | 8.2             | 5.9             | 115.2           |
| 평균 강설일수 (≥ 1 cm)                                       | 1.3             | 1.3             | 0.3             | 0.0             | 0.0             | 0.0             | 0.0             | 0.0             | 0.0             | 0.0             | 0.0             | 0.2             | 3.2             |
| 평균 상대 습도 (%)                                           | 64              | 63              | 66              | 70              | 75              | 81              | 82              | 81              | 82              | 81              | 78              | 70              | 74              |
| 평균 월간 일조시간                                           | 206.8           | 181.8           | 182.6           | 181.4           | 182.8           | 129.3           | 152.8           | 182.8           | 136.4           | 138.4           | 153.6           | 185.7           | 2,014.5         |
| 출처: 일본 기상청 (평년값: 1991년~2020년, 극값: 1921년~현재) |                 |                 |                 |                 |                 |                 |                 |                 |                 |                 |                 |                 |                 |

## 역사
남북조 시대에는 오다씨가 시 북부에 오다성을 쌓고 본거지로 했다. 이 오다씨의 인연으로 기타바타케 지카후사가 오다성에 들어와 신황정통기를 저술했다. 오사카 전투 때 전공을 세운 호소카와 오키모토가 옛 야나베정에 1만 6천 석을 받아 에도 시대 말기까지 이곳을 다스렸다. 통칭 야타베번으로 불리고 히고 호소카와 가문의 분가이다.
- 1987년 11월 30일 - 쓰쿠바군 야타베정, 오호정, 도요사토정, 니하리군 사쿠라촌 등 4개 정촌이 신설 합병해 인구 약 11만 명의 쓰쿠바시가 탄생하였다.
- 1988년 1월 31일 - 쓰쿠바군 쓰쿠바정을 편입하였다.
- 2002년 11월 1일 - 이나시키군 구키자키정을 편입하였다.
- 2005년 8월 24일 - 수도권 신도시 철도 쓰쿠바 익스프레스가 개통하였다.
- 2005년 10월 - 국세조사에서 인구가 20만 명을 돌파하였다. 히타치시를 제치고 미토시에 이어 이바라키현에서 인구 2위가 되었다.
- 2007년 4월 1일 - 특례시가 되었다.

## 교통
2005년 8월 24일에 수도권 신도시 철도가 운영하는 쓰쿠바 익스프레스(약칭 TX)가 개통되었다. 쓰쿠바역에서 도쿄의 아키하바라역까지 45분 만에 고속으로 도달한다.
TX가 있는 동일한 지역에 위치한 버스센터는 인근 도시를 연결하는 유용한 교통 수단이다. 가장 가까운 주요 공항은 나리타 국제공항이며 버스를 통해 접근할 수 있다. 고속도로로는 조반 자동차도, 겐오 자동차도가 통과하고 국도로는 6호선, 125호선, 354호선, 408호선, 468호선이 통과한다.

## 교육

### 대학
- 쓰쿠바 대학(筑波大学, University of Tsukuba)
- 쓰쿠바 가쿠인 대학(筑波学院大学, Tsukuba Gakuin University)

## 인구
|                                              | |
| 쓰쿠바시의 전국의 연령별 인구 분포（2005년） | 쓰쿠바시의 연령·남녀별 인구 분포（2005년）                                                                                |
| ■자주색 ― 쓰쿠바시 ■녹색 ― 일본전국          | ■파랑색 ― 남자 ■빨간색 ― 여자                                                                                             |
| · 쓰쿠바시（에 해당되는 지역）의 인구추이    | |
| 일본 총무성 통계국 국세조사 결과             | |
|                                              | 이 그래프는 더 이상 지원되지 않는 레거시 그래프 확장 기능을 사용하고 있습니다. 새로운 차트 확장 기능으로 변환해야 합니다. |

## 자매 도시
- 미국 캘리포니아주 어바인
- 미국 캘리포니아주 밀피타스